# Clermont, Oise
Clermont, nekdanji Clermont-en-Beauvaisis oz. Clermont-en-France, je naselje in občina v severni francoski regiji Pikardiji, podprefektura departmaja Oise. Leta 1999 je naselje imelo 9.699 prebivalcev.

## Geografija
Kraj leži v severni Franciji ob sotočju rek Aisne in Oise, 60 km vzhodno od Beauvaisa in 65 km severno od Pariza.

## Administracija
Clermont je sedež istoimenskega kantona, v katerega so poleg njegove vključene še občine Agnetz, Airion, Avrechy, Avrigny, Bailleul-le-Soc, Blincourt, Breuil-le-Sec, Breuil-le-Vert, Bulles, Choisy-la-Victoire, Épineuse, Erquery, Étouy, Fitz-James, Fouilleuse, Lamécourt, Litz, Maimbeville, La Neuville-en-Hez, Rémécourt, Rémérangles, La Rue-Saint-Pierre in Saint-Aubin-sous-Erquery z 28.072 prebivalci.
Naselje je prav tako sedež okrožja, v katerem se nahajajo kantoni Breteuil, Clermont, Froissy, Liancourt, Maignelay-Montigny, Mouy in Saint-Just-en-Chaussée s 120.328 prebivalci.

## Pobratena mesta
- Chiaramonte Gulfi (Italija),
- Senden (Nemčija),
- Sudbury (Anglija, Združeno kraljestvo),
- Vohburg (Nemčija).